# Kerry Zavagnin
Kerry Zavagnin (* 2. Juli 1974 in Plymouth, Michigan) ist ein ehemaliger US-amerikanischer Fußballspieler.
Der Mittelfeldspieler trat von 1997 bis 1998 für die New York Metro Stars an, die heutzutage unter dem Namen New York Red Bulls firmieren. Anschließend spielte er ein Jahr lang für die Lehigh Valley Steam in der A-League, bevor er zu den Kansas City Wizards wechselte und dort seine Karriere beendete.
Seit 2009 ist er Assistenztrainer bei Sporting Kansas City.
Er gehörte auch längere Zeit der Nationalmannschaft der USA an und hatte per 23. März 2006 21 Länderspiele absolviert, gehörte aber dann doch nicht dem Kader für die Fußball-Weltmeisterschaft 2006 an.
| Personendaten    | Personendaten                    |
| ---------------- | -------------------------------- |
| NAME             | Zavagnin, Kerry                  |
| KURZBESCHREIBUNG | US-amerikanischer Fußballspieler |
| GEBURTSDATUM     | 2. Juli 1974                     |
| GEBURTSORT       | Plymouth, Michigan, USA          |